# IMSA GT選手権

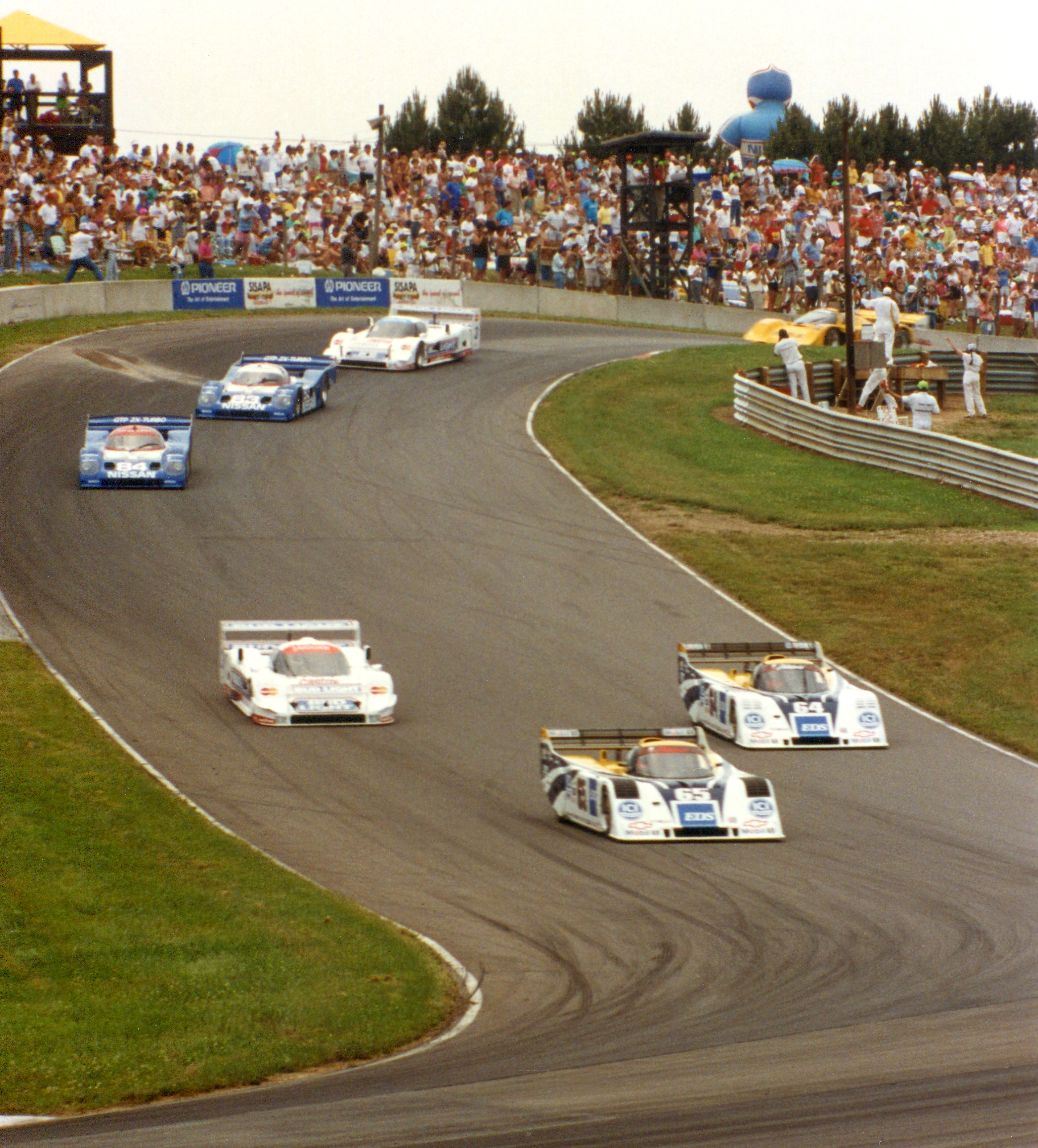
1991年オハイオ、日産グランプリ、ミッドオハイオ・スポーツカーコース（前から順に）トミー・ケンダルとウェイン・テイラー（両方ともイントレピッド・RM-1）、勝者のデイビー・ジョーンズ（ジャガー・XJR-16）、続いてジェフ・ブラバムとチップ・ロビンソン（両方とも日産・NPT-91）、ラウル・ボーセル（XJR-16）とジェームズ・ウィーバー（ポルシェ・962）

IMSA GT選手権は、かつて開催されていた、国際モータースポーツ協会(IMSA)が主催したスポーツカーレースシリーズだった。レースは主に米国で行われ、カナダでも行われた。

## 歴史
シリーズは1969年にジョンとペギー・ビショップとビル・フランス・シニアによって設立された。レースは1971年に始まり、当初はFIAのストックカーカテゴリーの2つを対象としており、GT（グループ3および4）およびツーリング（グループ1および2）クラスにそれぞれ2つのクラスを走らせた。最初のレースはバージニア・インターナショナル・レースウェイで開催された。ドライバーと観客が集まり、予想以上の成功を収めた。
翌年、ジョン・ビショップはスポンサーのR.J.レイノルズ・タバコを招き、1975年に新しいカテゴリーであるオールアメリカングランドツーリング（AAGT）を導入した。1977年にシリーズは大きな変更をした。IMSAは、ターボチャージャー車のレースへの出場を初めて許可し、翌年にグループ5のルールに基づいて新しいカテゴリーであるGTXを導入した。1981年、ビショップはFIAが新たに導入したグループC規定に従わないと決定した後、スポーツプロトタイプ用のGTPクラスを導入した。1989年、ビショップは自身の組織、IMSAを売却した。1990年代初頭にシリーズが衰退した後、1993年にオープントップのスポーツプロトタイプカテゴリーが導入され、1994年に最高峰のGTPクラスに取って代わった。FIAによるクラスの命名で、当時の別のシリーズであるヨーロッパのフランス西部自動車クラブ（ACO）によるスポーツプロトタイプのル・マン・プロトタイプのシリーズとは異なり、新しいクラスはIMSA ワールドスポーツカー(WSC)に指定された。
複数の所有者がいた期間の後、組織はプロフェッショナルスポーツカーレーシング（PSCR）に改名され、最終的に組織はドン・パノスが所有した。1999年、PSCRはACOと提携し、ACOのルールブックを採用することを決定し、シリーズの名称をアメリカン・ル・マン・シリーズ(ALMS)に変更した。シリーズは、さまざまな名称あるが、通称「IMSAシリーズ」と呼ばれていた。1999年-2013年までのALMSと現在のユナイテッド・スポーツカー選手権が、IMSA GT選手権を引き継いだシリーズと見なされている。

### 初期のクラス分け

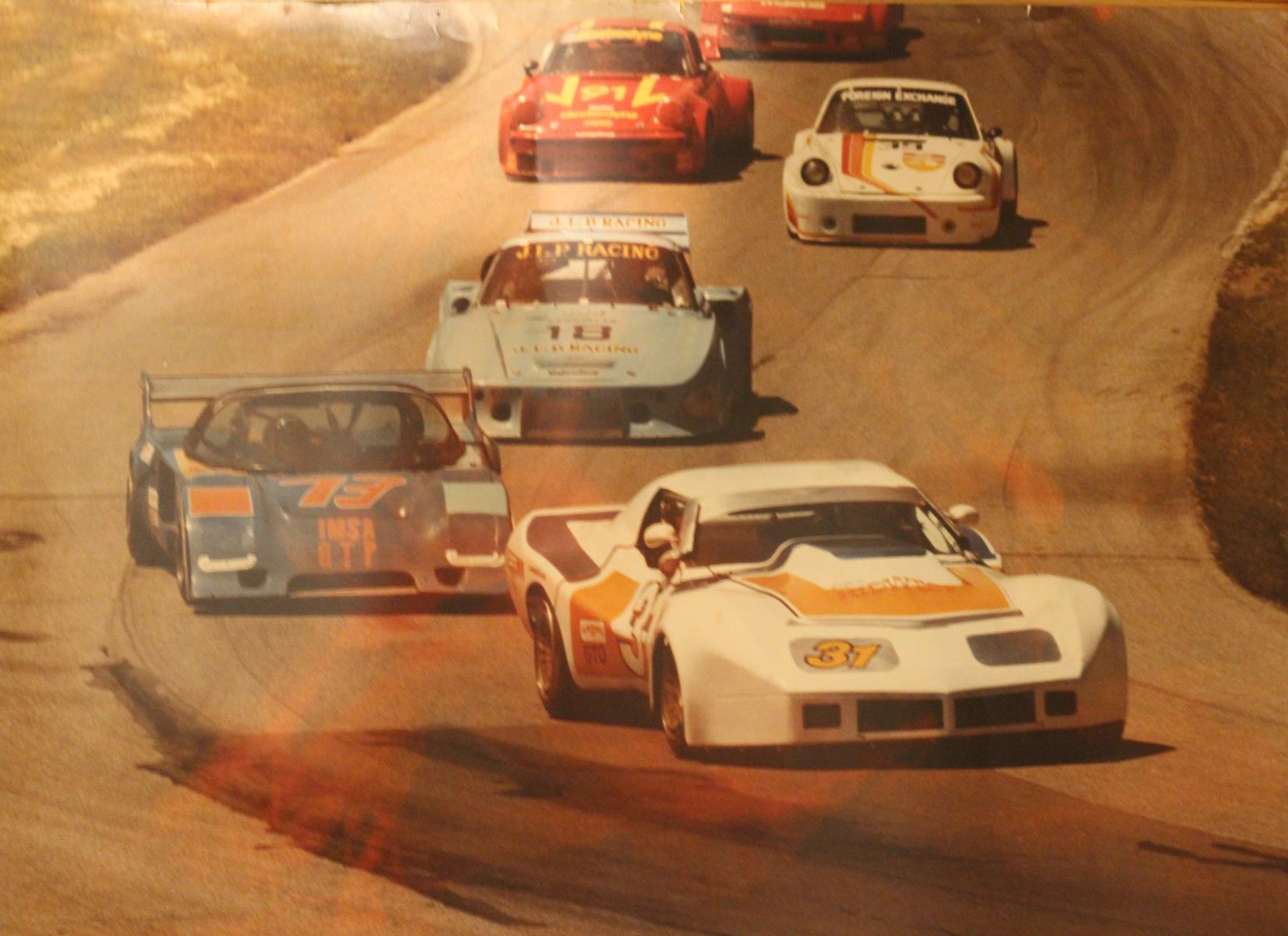
1981年IMSA ロードアトランタで開催されたレースでの、GTO、GTU、GTPマシン

1971年が最初のシーズンであり、6レース開催された。シリーズの初期には、ヨーロッパのグループ2およびグループ4クラスと同様に、4つのグループに分けられたGTカーが登場した。
- GTO - 排気量2.5L以上のエンジンを搭載したグランドツーリングタイプの車[5]。文字Oは「2.5Lオーバー」を意味する。 GTOクラスは、コルベット、シェルビー・マスタング、クーガー、日産・280ZX（英語版）、トヨタ・セリカ、日産・300ZX（英語版）などで、様々なファクトリーチームが参戦した。
- GTU - 排気量2.5L未満のエンジンを搭載したグランドツーリングタイプの車。文字Uは「2.5L未満」を意味する。GTUクラスは、1980年代の終わりまで、ポルシェ・914-6 GTとSA22型マツダ・RX-7 （1978–1985）によって支配されていた。
- TO - 排気量2.5L以上のエンジンを搭載した、シボレーカマロなどのツーリングカー。
- TU - 排気量2.5L未満のエンジンを搭載したツーリングカー。

## GT選手権の歴史

### キャメルGT時代
最初のGTUクラスチャンピオンは、ポルシェ914-6 GTUの、ピーター・グレッグとハーレイ・ヘイウッドだった。IMSAの初期の勝者の多くは、ポルシェ・911カレラRSRとシボレー・コルベットだった。キャメルは2シーズン目からにタイトルスポンサーになり、シリーズはキャメルGTチャレンジシリーズとして知られるようになった。スポンサーの企業デカールは、すべてのレースカーの左右に表示され、はっきりと見える必要があった。また、キャメルの企業ロゴパッチは、ジョーキャメルが笑顔でタバコを吸う姿が特徴で、レーシングスーツの胸部にも必要だった。
当初すべての車は、どのカテゴリーに参加したかを示すカテゴリタグで識別されていたが、1975年シーズンの半ば以降、すべての車には、ロゴが組み込まれた長方形のIMSA GTのデカールが必要だった。左側に大きなGTのタグと、ジョー・キャメルのデカールが続いた。
1975年、GTOでのポルシェの優勢に対抗する為に、新しいカテゴリーであるオールアメリカングランドツーリング（AAGT）が導入された。
1981年、ボブ・シャープレーシングチームはルールの抜け穴を突いて日産・プレジデントのV8エンジンを搭載した、日産・280ZXを米国内で製作した。だが、新しいGTPカテゴリーが設定されたときに廃止された。TUは1976年に段階的に廃止され、TOは翌年に廃止された。

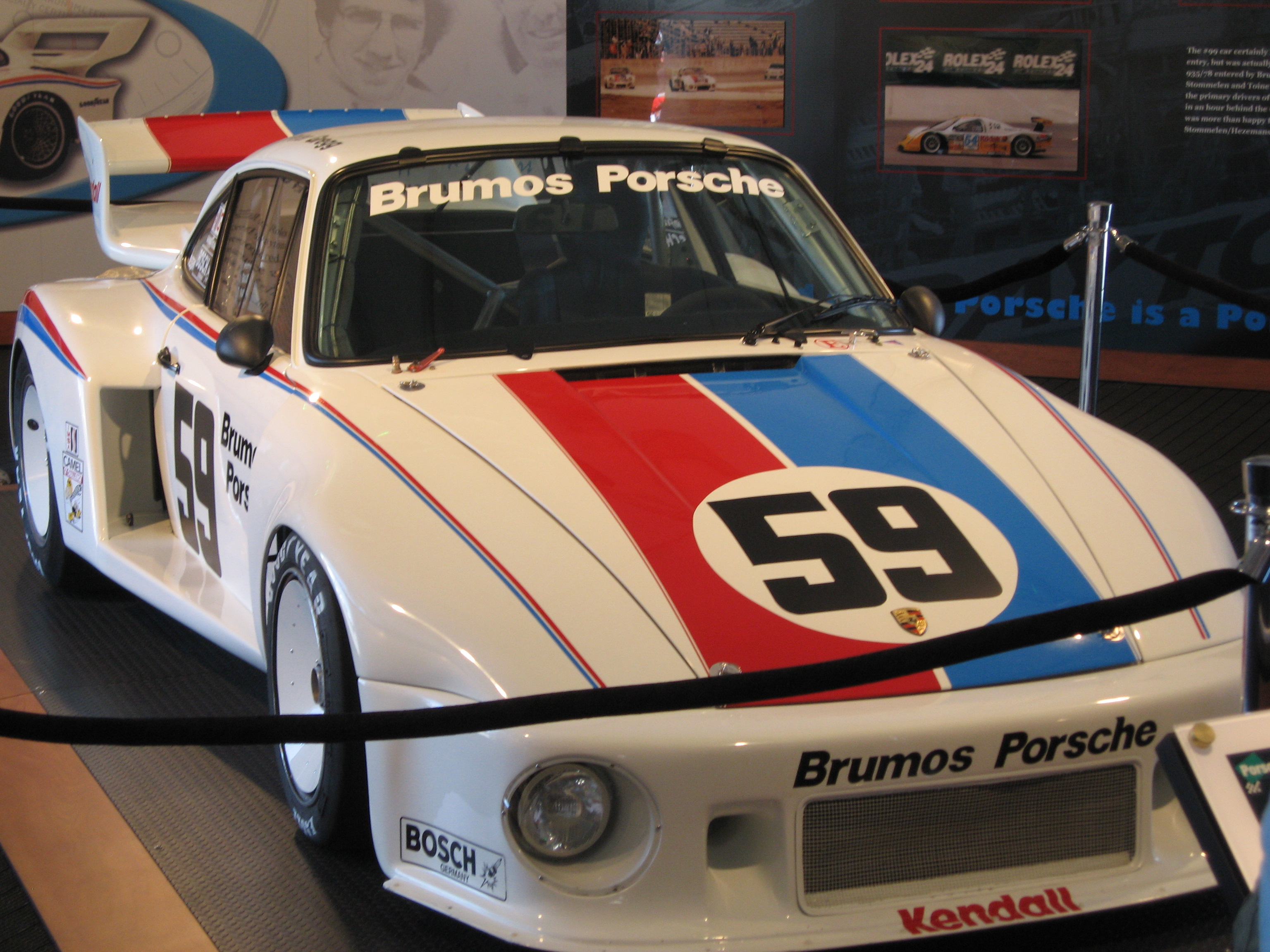
ポルシェ・935 ブルモス・レーシング

ターボチャージャーの使用は1977年シーズン半ばまで許可されなかった。しかし76,77年のGTOタイトルを獲得したアル・ホルバートのAAGT車の、シボレー・モンツァを検査した後、ポルシェのモータースポーツ部門による抗議もあり許可された。1977年以前から、ポルシェのプライベーターは、AAGT車に対して旧型の911カレラRSRで苦戦を強いられた。
エンジンサイズは、排気量対最低重量の公式を使用して、公正な競争を決定するための一連のルールを考案したIMSAの職員によって決定された。ターボチャージャーは、回転動力、燃料噴射、および他の多くのエンジン機能と同様に考慮された。
1978年から、GTX（FIAのグループ5に基づいた、グランドツーリング・エクスペリメンタル）として知られる新しい最上位クラスでは、ポルシェ・935がシリーズを支配した。1970年代の最も成功したドライバーは、1971年、1973年、1974年、1975年、1978年、1979年にチャンピオンシップを獲得したピーター・グレッグだった。1982年、ジョン・ポール・ジュニアが改良されたポルシェ・935でGTPクラスで優勝した後、ツインターボは、使用禁止となった。

### GT スペースフレーム時代
1984年、すべてのGT車は、車がどのカテゴリーかを識別するために、大きな正方形のデカールを表示する必要があった。GTU車は、白地に黒のU、GTO車は黒地に白のO文字だった。他に標準のIMSA GTデカールもあった。
1980年代の規定の重要な変更の1つは、GTUの排気量2.5Lの制限が3.0Lに引き上げられ、GTOの最大排気量6.0Lの制限が引き続き適用された。3Lの最低重量は1,900 lb (860 kg)。一方、6.0Lの車は2,700 lb (1,200 kg) だった。イコールコンディションにするために、2バルブターボチャージャーの重量は15％増加し、4バルブターボチャージャーの重量は20％増加する必要があった。電子制御燃料噴射が一般的になったが、グラウンド・エフェクト・カーはまだ禁止されていた。
ステアリング、ブレーキ、トランスミッション、サスペンションはコンストラクターに任された。より大きく、強力なエンジンは、ホモロゲーション規定の下で許可された。バルブ、ポート、スパークプラグの数は変更することは出来なかった。

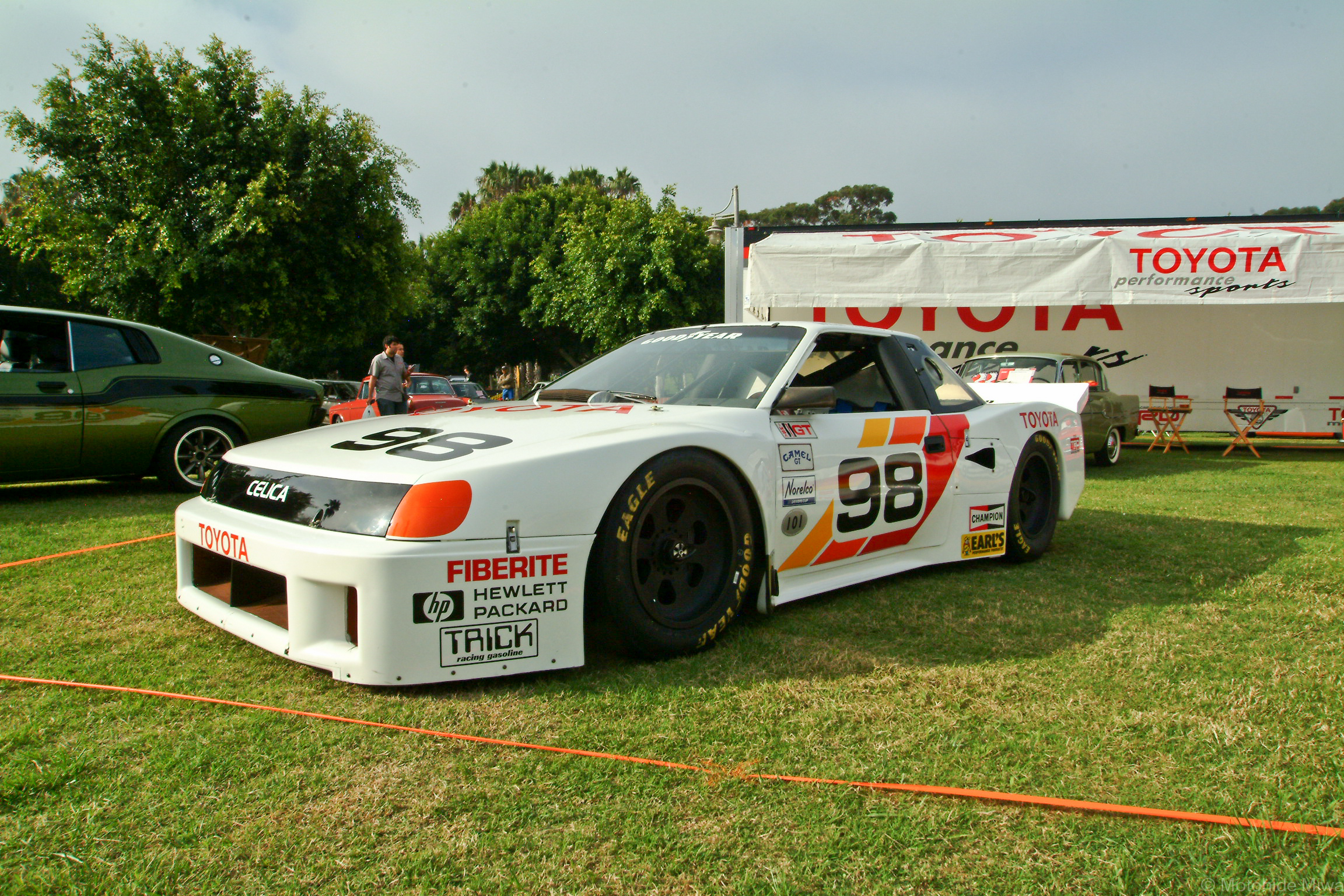
トヨタ・セリカ T160型 IMSA GTO

AAR・トヨタチームは、トヨタが米国市場向けに第4世代のセリカを発表し、チームが最初にGTOカテゴリに参入したときに（GTUタイトルを1回も獲得していなかったにもかかわらず）、ルールに関する問題に遭遇した。チームは、IMSAにルールを変更するように説得し、それによって車が元々のドライブトレイン以外で再設計されたシャーシを使用し、レースできるようになるまで、前輪駆動車でレースする必要があるという可能性があった。AARの希望通りに、IMSAはルールを変更し、車は後輪駆動車に改造された。この車の特徴の1つは、サファリラリーで優勝したグループBの前身である、4T-GTEエンジンで、475 hp (354 kW)を発生した。クリス・コード、ウィリー・T・リブス、デニス・アースなどによってドライブされたこのマシンは、1987年日本車初のGTOクラスタイトルを獲得、チームがGTPクラスに移行するまで、GTOクラスで勝利した。他チームもこれに従い、シボレー・ベレッタ（トランザムシリーズ）やマツダ・MX-6 （IMSA GTU）などの注目すべき車を使用した。
セリカは、初期のGT派生車から独立した数少ない車の1つだった。フルスペースフレームシャーシで、本格的なレースカーになった。1987年までに、このカテゴリーはファクトリーチームによって支配されるようになり、テストセッションが一般的になり、ルールも彼らを拒否せず、歓迎する様に調整された。フェンダーを広げてトレッドを79インチ (2,000 mm)まで増やすことはできるが、車は生産車の形状を維持する必要があった。

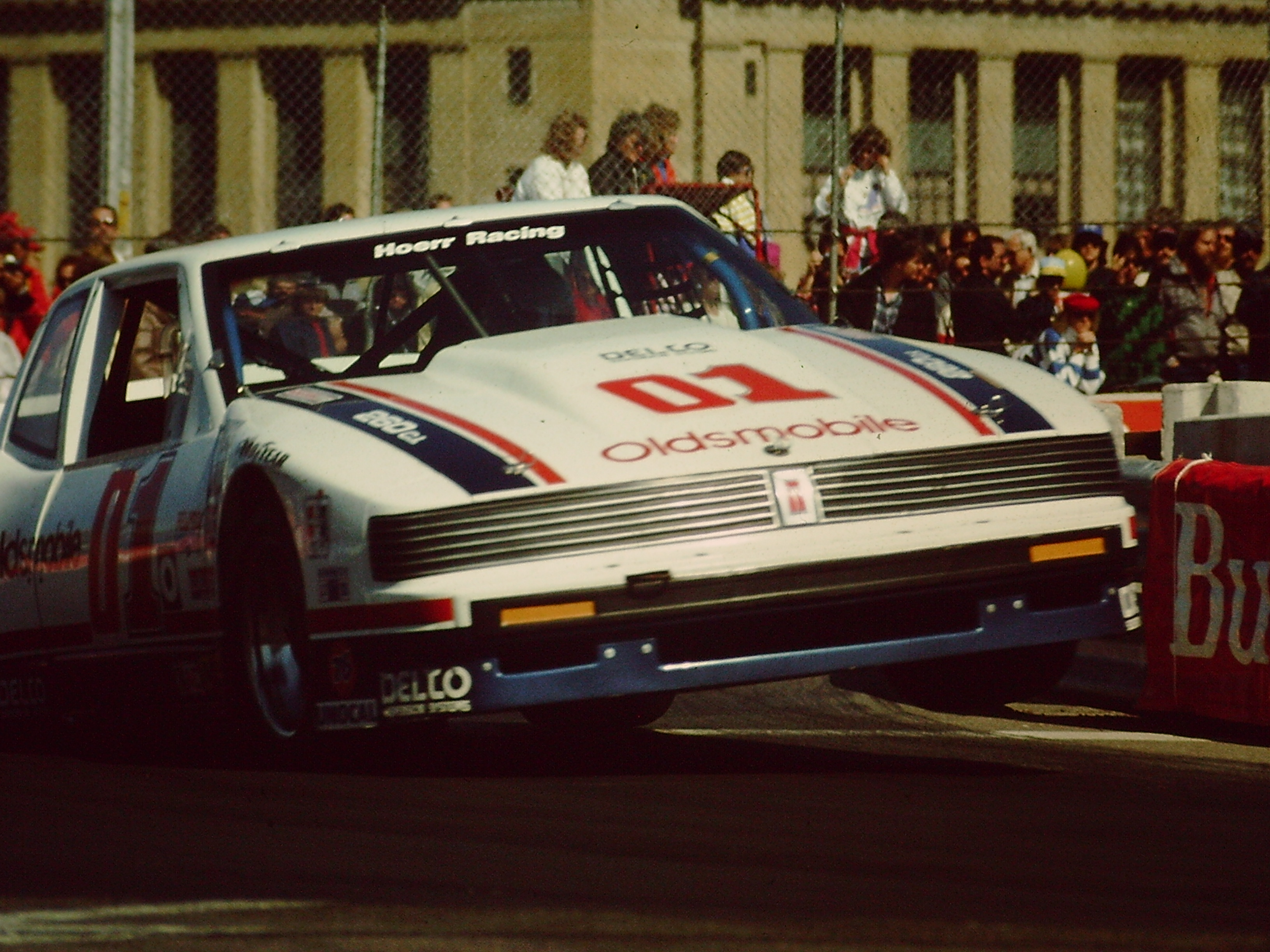
Hoerr Racing GTO オールズモビルのロビン・マッコール（1987）

ほとんどのチームが取り外し可能で修理が簡単なグラスファイバーを好んだため、ボディの材質に制限は無かった（車の生産時から残るのパネルは、スチール製のルーフだけだった）。
ルールを利用した車では、アウディ・90があった。その高度なクワトロ四輪駆動システムで、車は1989年シーズンを支配する可能性があった。車自体はうまく機能したが、2つのファクトリーチームからの激しい競争に直面した。ラウシュ・レーシングのマーキュリー・クーガーXR7とクレイトン・カニンガムレーシングの日産・300ZXでこれらが15戦のうちの7勝を挙げた。アウディはシーズン序盤の耐久クラシック（デイトナとセブリング）は参戦しなかった。その結果、ハンス・ヨアヒム・スタックがドライブしたが、ドライバー、マニュファクチャラータイトルを逃した。
一連の勝利を記録した他メーカーはマツダだった。マツダ・RX-2とRX-3が一定の成功を収めた後、マツダ・RX-7は1979年と1982年から1993年まで12年連続でデイトナ24時間レースでGTUクラス優勝した。また、1980年から1987年まで8年間連続でIMSA GTUクラスのチャンピオンを獲得した。さらにRX-7は、1990年9月2日に100勝目の勝利を収め、他のどのモデルの車よりも多くのIMSA GT選手権で優勝した3ローター搭載のGTOクラス、最終的には4ローター搭載のGTPクラスにも進出、1995年までにIMSA GT選手権合計117勝という輝かしい戦績を残した。

### GTP 時代

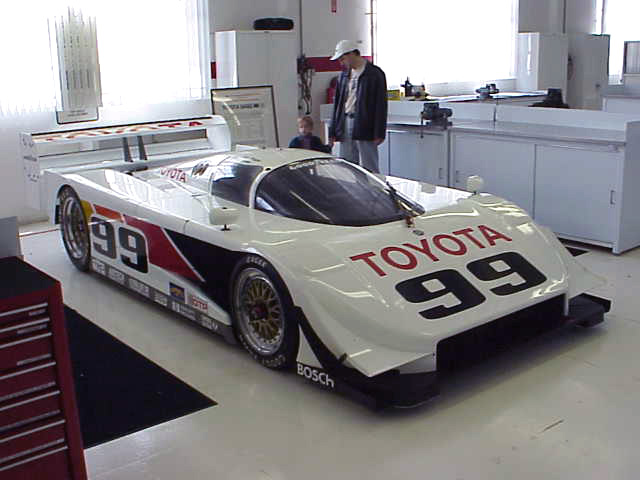
トヨタ・イーグルMk.III

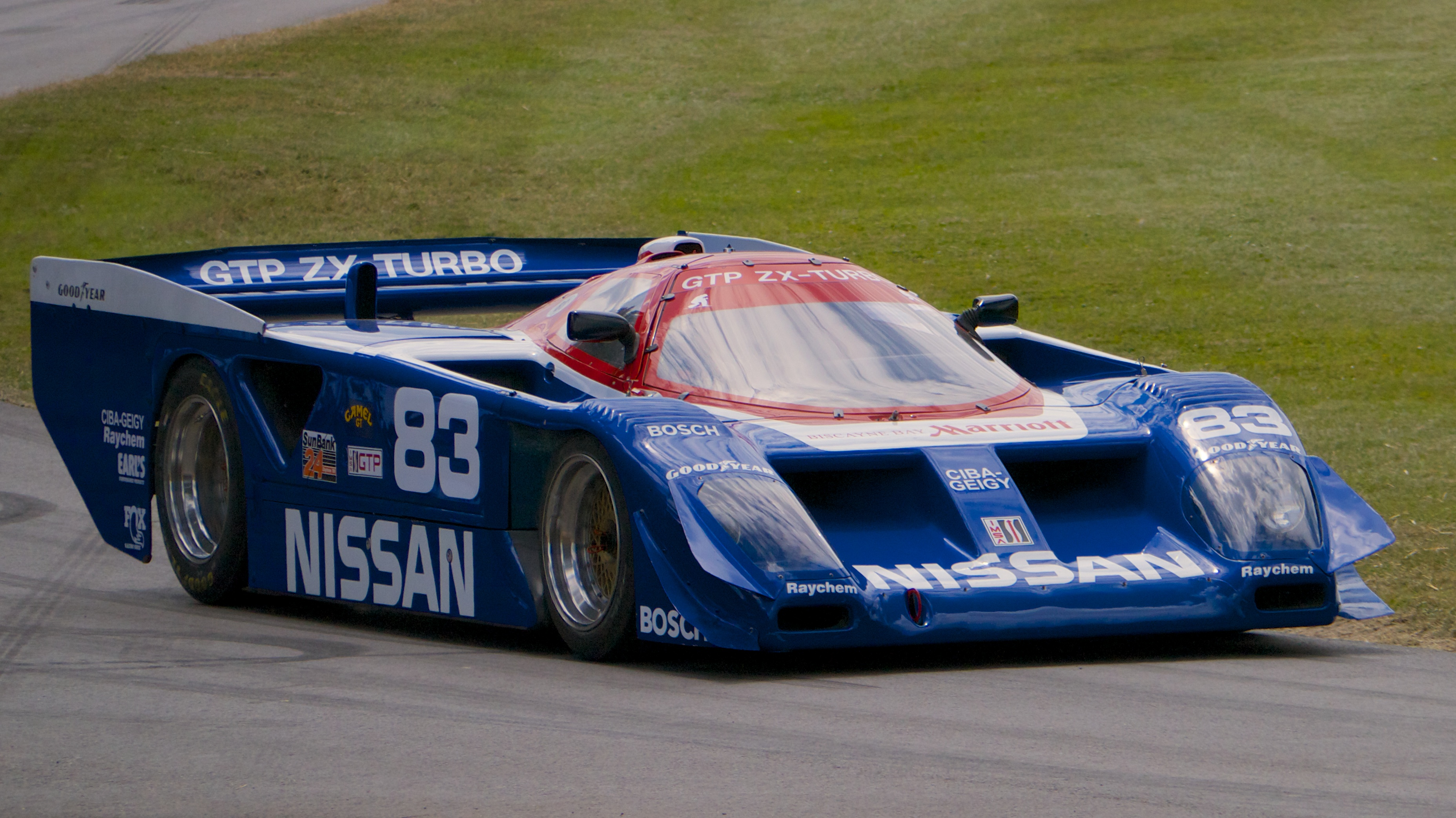
日産・GTP ZX-T

GTPのデカール (1986-1993)

1981年、IMSA GTP（グランドツーリングプロトタイプ）が登場し、これは1982年から世界耐久選手権に導入される新しいFIA グループCカーに似ていた。だが2つのカテゴリーの主な違いは、燃料使用総量が規制されたグループCと異なり、GTPは燃費について規制が無かったことである。デレック・ベルは「レースファンはエコランを見に来ているのではない」と強調した。ブライアン・レッドマンはGTPマシン、ローラ・T600・シボレーをドライブしGTPカーで初優勝した。1982年にGTXに代わりGTPクラスが創設され、マーチもプロトタイプカー、マーチ・83Gを製作し、アル・ホルバートがシボレーエンジンで1983年GTPチャンピオンを獲得し、シーズン後にポルシェエンジンに変更した。翌年はランディ・ラニアーはシボレーエンジンでチャンピオンになった。1984年に、85年から87年までシリーズを支配したポルシェ・962も発表された。その後日産・GTP ZX-Tが、IMSA GT選手権新記録の8連勝を達成し1988年にドライバーズタイトルを獲得。翌年から1991年まで、ジャガー、ポルシェ、トヨタからの追撃をかわし、日産がドライバーズ、マニュファクチャラーズ部門共に制覇する。トヨタは、GTP時代の終盤に最速だった。ダン・ガーニーのオール・アメリカン・レーサーズが走らせたトヨタ・イーグルMkⅢは、1992年にダブルタイトルを獲得、1993年にはデイトナ含め出場したレース全勝でタイトルを連覇した。
GTPクラスには、URD、スパイス・エンジニアリング、イントレピッド 、ゲブハートなど、多くのメーカーが参戦していた。1992年からはGTOクラスからステップアップした、北米マツダがRX-792Pで参戦した。
GTPライトと呼ばれる軽量、低出力(排気量3L以下のNAエンジン)のプロトタイプカテゴリが1985年に導入された。アルゴレーシングカーズ が初代「ライト」チャンピオンで、スパイス・エンジニアリングがそれに続いた。他のよく知られているチームは、ティガ、ロイヤル、アルバ、ファブカー、クッズがあった。NSXのエンジンを搭載した、アキュラ・スパイス SE90CLが1991年より3年間、GTPライトクラスに参戦。ドライバーズ、マニュファクチャラーズの両タイトルを3年連続で獲得した。
1986年シーズンから、GTPカテゴリには独自のデカールがあった。これはIMSA GTのサイドデカールに似ており、カテゴリを示すためにPが追加されている。キャメルライトの車も同じデカールを使用していた。

### GTPの終焉
1987年にビショップは心臓手術が成功した後、自分の優先事項を再考し始めた。彼は、タンパ・レースサーキットの所有者であるマイクコーンと、ジェフパーカーから連絡を受けた。1989年1月、ビショップとフランスはシリーズをコーンとパーカーに売却した。新しいオーナーは、IMSA本部をコネチカットからタンパベイに移転した。その後コーンとパーカーはシリーズをビジネスマンのチャールズ・スレーターに売却した。
1992年までに、GTPカテゴリーの減少につながった多くの要因があった。1988年に、アル・ホルバートはポルシェ・962がジャガー・XJR-9やエレクトラモーティブの日産・GTP ZX-Tのような車両によって時代遅れにされつつあると気付いた。ホルバートはカスタマーチームのためにポルシェのインディカー用エンジンを搭載したオープントップのレース車両を160万米ドルで作ることを計画した。しかしそのプロジェクトは、その年の10月に航空機事故でホルバートが亡くなったために計画したようなカスタマー販売は実現しなかった。ワークスチームがシリーズに参戦することを許可した組織にもあった。ビショップの当初のビジョンの下では、プライベーターとワークスチームは、平等に競争することができた。しかしワークスチームが台頭し、プライベートチームは撤退、日本経済が下り坂になり始め、これらの要因で、日産とマツダはシリーズを去った。このため1993年についにGTPクラスは廃止が決まった。 GTPマシンは、1993年10月2日、フェニックス・インターナショナル・レースウェイで最後のレースを行った。
GTPカテゴリーは、ABS、トラクションコントロール、アクティブサスペンションなど、米国での多くのイノベーションとして評価された。 1980年代初頭のデイブ・カワートとケンパー・ミラーのレッドロブスターがスポンサーのチームは、レースチームのホスピタリティを革新し、その後、他のチームでも採用された。

### ワールドスポーツカー (WSC)

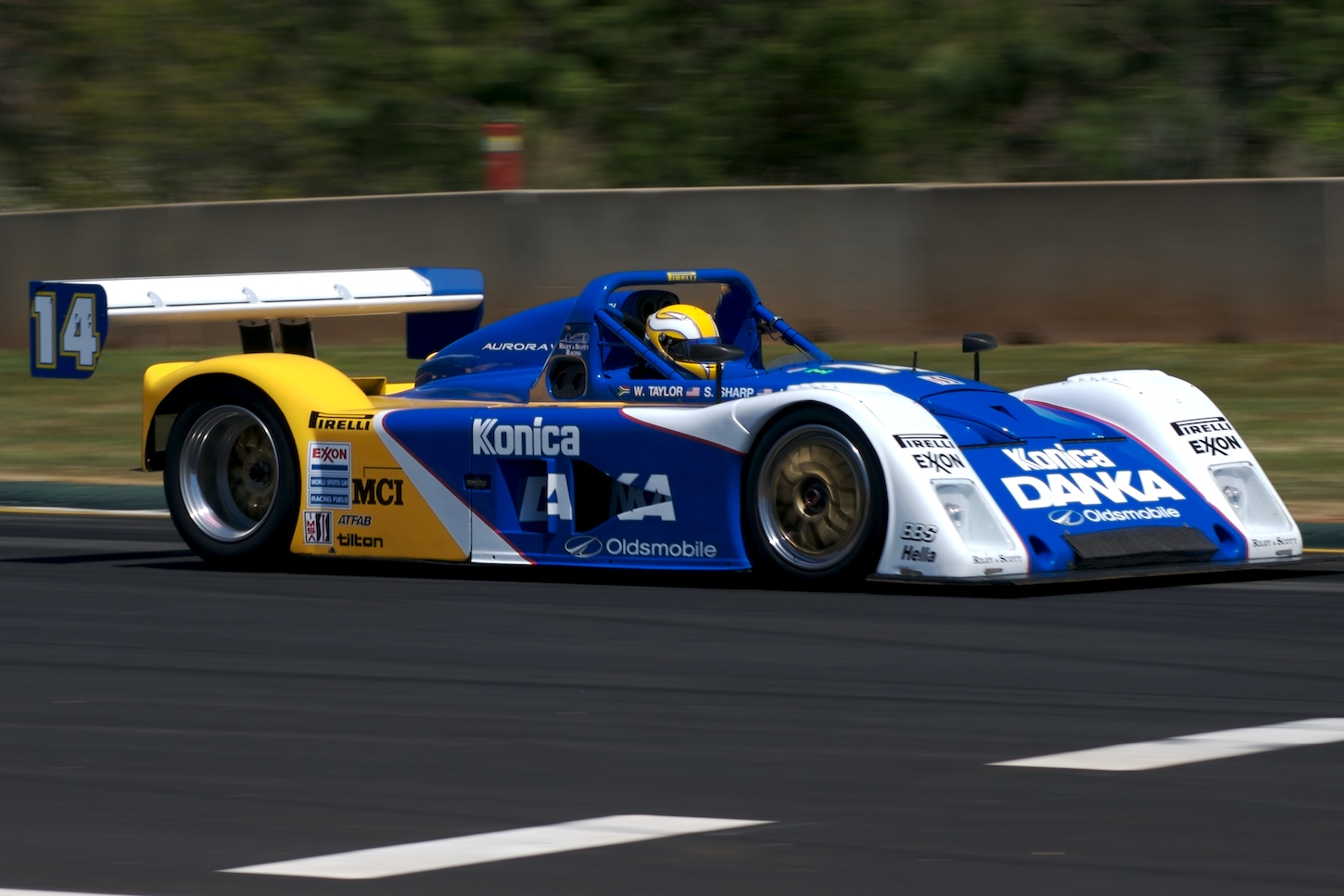
ライリーアンドスコット・MkⅢ

コストの上昇とファクトリーチームがシリーズから離れ、エントリーの減少と利益が減少し、IMSA GT選手権は1993年に新しいプロトタイプカテゴリーである、ワールドスポーツカー（WSC）を導入した。WSCは、翌年、GTPとGTPライトのクローズドボディーに取って代わった。WSC車はオープントップで、生産車のエンジンを備えた、フラットボトムのスポーツプロトタイプだった。生産車エンジンのレーシングバージョンのGTPマシンとは対照的だった。
1993年、WSC車は、マイアミグランプリでデビューした。しかしリタイアに終わった。セブリング12時間レースを欠場した後、このカテゴリーは残りのシーズンは4台未満の車による非選手権ラウンドに出場することとなった。
1994年にタイトルスポンサーはキャメルからエクソンに置き換えられた。WSCが最上位カテゴリーとして引き継ぐことになってはいたものの、その信頼性が開幕戦のデイトナ24時間レースで試されることになった。8台のWSC車が競う中、2台がフロントロウからスタートしたにもかかわらず、WSC車はGTの陰に隠れ、最高位は9位に終わり、他に2台が完走したに過ぎなかった。 WSCカーは第2戦セブリングで初の表彰台を獲得し、デイトナで優勝したGTSクラスの日産・300ZXに次ぐ2位と3位を獲得した。このため、GTSカテゴリにおいて、GTP用エンジンの使用を禁止するという規則変更が行われた。ロードアトランタ戦で新型、フェラーリ・333SPがデビューし、デビューレースに勝利した。その後、毎ラウンドで安定して表彰台を獲得したが、途中参戦だった為、オールズモビルがフェラーリを4ポイント上回ってマニュファクチャラーズタイトルを獲得した。
1995年、フェラーリの新しいライバルに、ライリーアンドスコット・MkIIIに登場した。あえて時代遅れに感じるパイプスペースフレームシャシーとしたのは、アメリカンレース界ではポピュラーなフレームだった為で、価格の安さとメンテナンス性、純アメリカ製WSC規定初マシンであること、そして何よりその速さで一気に最大勢力となった。デビュー戦のデイトナ24時間レースでは、11周目にエンジントラブルでリタイアした。フェラーリは、セブリング12時間レースで総合優勝し、ドライバー、メーカー両タイトルを獲得した。フェラーリ333SPとライリー＆スコット（オールズモビル/フォード）は、1995年から1998年終わりのIMSA GT選手権の終焉まで、シリーズの主要なマシンだった。

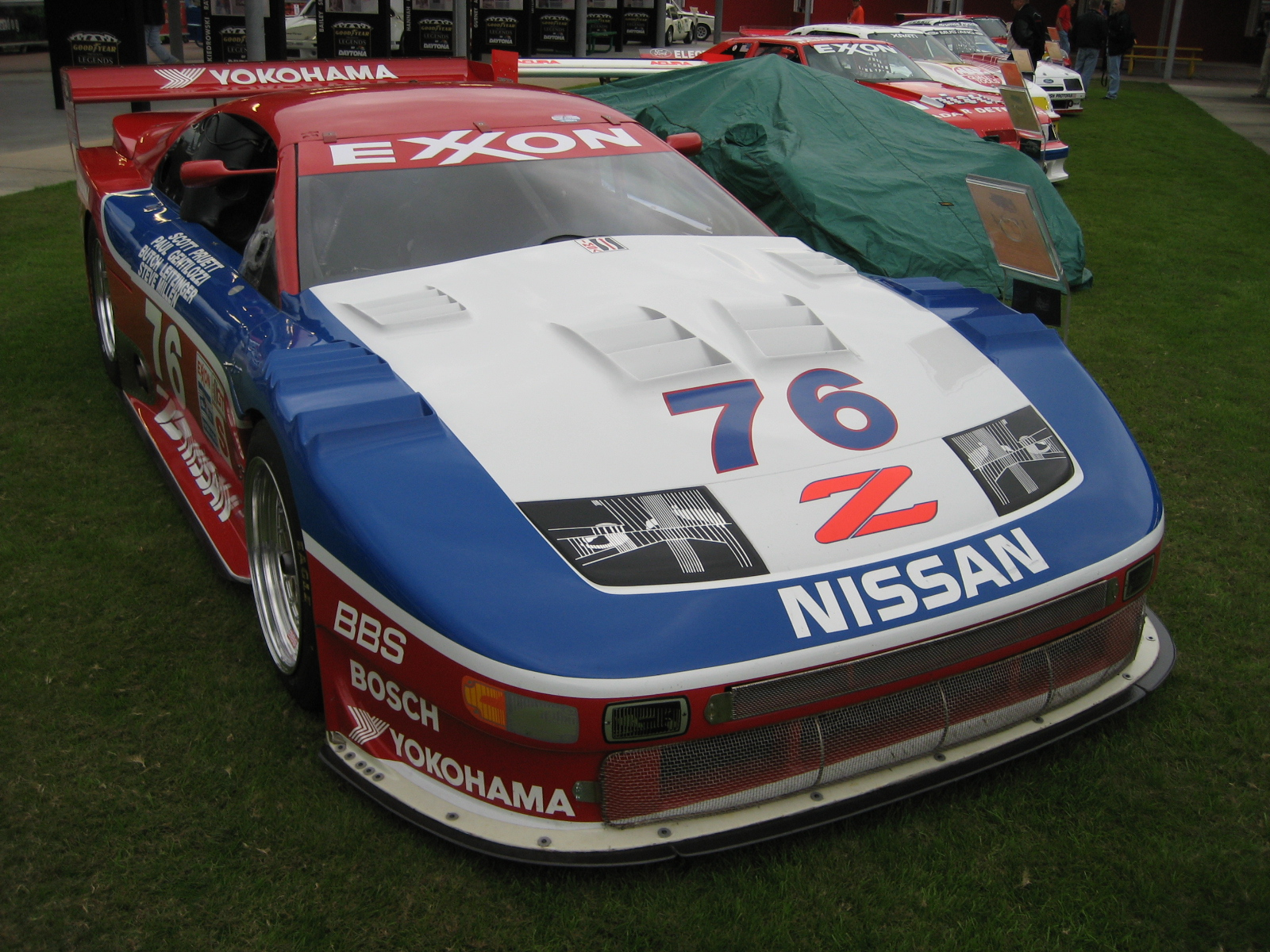
日産・300ZX

1992年、長年のカテゴリーであるアメリカンチャレンジがGT選手権に加わった。それはGTOカテゴリーとなり、以前のGTOカテゴリーがGTS（Grand Touring Supreme）に改名された。日産・300ZXが1990年から参戦。ドライバーのスティーブ・ミレンは1992年と1994年、ドライバーズとマニュファクチャラーの両クラスタイトルを獲得。また1994年はデイトナ24時間レース、セブリング12時間レースで優勝、ル・マン24時間レースでも総合5位・クラス1位を獲得。その為IMSAは許容馬力を減らしてGTS-1クラスを平準化しようと、VGツインターボエンジンを1994年までで使用不可にした。1995年からはプレジデントに搭載していたV8エンジンを搭載し、その年のセブリング12時間でクラス優勝した。
1995年、ヨーロッパのBPRグローバルGTシリーズに近づくために、GTカテゴリーは変更された。GTSはGTS-1になり、GTUはGTS-2になった。
1997年には、別のカテゴリが追加され、GTS-2がGTS-3クラスになり、新しいGTS-2カテゴリは、既存のGT2マシンを参戦可能にするために導入された。
1996年、チャールズ・スレーターは組織をロベルト・ミュラー（リーボックの元CEO）とウォール街の金融業者でインディカーのチームオーナーで、スカンディアWSCチームのオーナードライバーでもあったアンディ・エバンスに売却した。エバンスとKurtis Eideのマーケティング担当副社長は、IMSA GT選手権からプロフェッショナルスポーツカーレース（PSCR）に名称を変更した。

### シリーズ終了後
1998年限りでIMSA GT選手権は終了となり、翌年から新シリーズの、アメリカン・ル・マン・シリーズ（ALMS）が開催された。ル・マン24時間レースを統括するフランス西部自動車クラブ(ACO)は、創設者のドン・パノスにル・マンの名前をライセンス供与し、ル・マンのレギュレーションに沿った車両によるシリーズを創設した。チームオーナーと経営陣からの多大な重圧を受けていたアンディ・エバンスは、PSCRを2001年に、ドン・パノスに売却した。これにより1999年以来、PSCRによって認可されていたALMSを、パノスによる体制に固めた。パノスは組織名を再びIMSAに改名し、ALMS、スターマツダシリーズ、パノスGTプロシリーズの公式認可組織となった。ALMSは、ル・マン24時間レースに基づいた規制を使用しているが、2005年にパノス側とル・マンの主催者であるACOとの関係に問題が生じた。
1998年、スポーツカー・クラブオブ・アメリカにより認可され、米国ロードレーシングチャンピオンシップの名で新シリーズが始まった。このシリーズは、アメリカンスタイルのカーレースを維持したいと考えていた競合するグループによって率いられた。しかしエントリーが少なく1999年でシリーズが終了した後、新たな米国ベースのシリーズは、NASCARのジム・フランスの全面的な支援を受けて、グランド・アメリカン・ロードレーシング（グランダム）を設立、2000年からロレックス・スポーツカー・シリーズを運営した。シリーズ初期は苦戦したが、デイトナ・プロトタイプクラスの導入後、有名なドライバー、広大なフィールド、僅差での勝負、安価な参戦コスト、さらにはデイトナ24時間レースを擁しているなどの点から、ALMSに対する強力なライバルとして存続した。グランダムとALMSは、2014年にIMSAがNASCARの一部門となる形で合併し、新たにユナイテッド・スポーツカー選手権を創設した。IMSAが運営し、IMSA GT選手権の系譜に繋がるシリーズとなっている。

## 歴代チャンピオン
| Year | GTO                             | GTO                                   | GTO                                   | GTU                                     | GTU                                     | GTU                                     |
| ---- | ------------------------------- | ------------------------------------- | ------------------------------------- | --------------------------------------- | --------------------------------------- | --------------------------------------- |
| 1971 | デイブ・ハインツ                | デイブ・ハインツ                      | デイブ・ハインツ                      | ピーター・グレッグ ハーレイ・ヘイウッド | ピーター・グレッグ ハーレイ・ヘイウッド | ピーター・グレッグ ハーレイ・ヘイウッド |
| 1972 | フィル・カリン                  | フィル・カリン                        | フィル・カリン                        | ハーレイ・ヘイウッド                    | ハーレイ・ヘイウッド                    | ハーレイ・ヘイウッド                    |
| 1973 | ピーター・グレッグ              | ピーター・グレッグ                    | ピーター・グレッグ                    | ボブ・バーグストロム                    | ボブ・バーグストロム                    | ボブ・バーグストロム                    |
| 1974 | ピーター・グレッグ              | ピーター・グレッグ                    | ピーター・グレッグ                    | ウォルト・マース                        | ウォルト・マース                        | ウォルト・マース                        |
| 1975 | ピーター・グレッグ              | ピーター・グレッグ                    | ピーター・グレッグ                    | ボブ・シャープ                          | ボブ・シャープ                          | ボブ・シャープ                          |
| 1976 | アル・ホルバート                | アル・ホルバート                      | アル・ホルバート                      | ブラッド・フリッセル                    | ブラッド・フリッセル                    | ブラッド・フリッセル                    |
| 1977 | アル・ホルバート                | アル・ホルバート                      | アル・ホルバート                      | ウォルト・マース                        | ウォルト・マース                        | ウォルト・マース                        |
| 1978 | GTX                             | GTX                                   | GTX                                   | GTO                                     | GTO                                     | GTU                                     |
| 1978 | ピーター・グレッグ              | ピーター・グレッグ                    | ピーター・グレッグ                    | デイブ・カワート                        | デイブ・カワート                        | デイブ・ホワイト                        |
| 1979 | ピーター・グレッグ              | ピーター・グレッグ                    | ピーター・グレッグ                    | ハワード・マスター                      | ハワード・マスター                      | ドン・デーヴェンドルフ                  |
| 1980 | ジョン・フィッツパトリック      | ジョン・フィッツパトリック            | ジョン・フィッツパトリック            | ルイス・メンデス                        | ルイス・メンデス                        | ウォルト・ドリリング                    |
| 1981 | ブライアン・レッドマン          | ブライアン・レッドマン                | ブライアン・レッドマン                | デイブ・カワート                        | デイブ・カワート                        | レン・ミューラー                        |
| 1982 | GTP                             | GTP                                   | GTP                                   | GTO                                     | GTO                                     | GTU                                     |
| 1982 | ジョン・ポールJr.               | ポルシェ・935                         | ポルシェ・935                         | ドン・デーヴェンドルフ                  | ドン・デーヴェンドルフ                  | ジム・ダウニング                        |
| 1983 | アル・ホルバート                | マーチ・83G                           | マーチ・83G                           | ウェイン・ベイカー                      | ウェイン・ベイカー                      | ロジャー・マンデビル                    |
| 1984 | ランディ・ラニアー              | マーチ・83G                           | マーチ・83G                           | ロジャー・マンデビル                    | ロジャー・マンデビル                    | ジャック・ボールドウィン                |
| 1985 | GTP                             | GTP                                   | Lights                                | GTO                                     | GTO                                     | GTU                                     |
| 1985 | アル・ホルバート                | ポルシェ・962                         | ジム・ダウニング                      | ジョン・ジョーンズ                      | ジョン・ジョーンズ                      | ジャック・ボールドウィン                |
| 1986 | アル・ホルバート                | ポルシェ・962                         | ジム・ダウニング                      | スコット・プルーエット                  | スコット・プルーエット                  | トミー・ケンドール                      |
| 1987 | チップ・ロビンソン              | ポルシェ・962                         | ジム・ダウニング                      | クリス・コード                          | クリス・コード                          | トミー・ケンドール                      |
| 1988 | ジェフ・ブラバム                | 日産・GTP ZX-T                        | トム・ヘサート                        | スコット・プルーエット                  | スコット・プルーエット                  | トミー・ケンドール                      |
| 1989 | ジェフ・ブラバム                | 日産・GTP ZX-T                        | スコット・シューボット                | ピート・ハルスマー                      | ピート・ハルスマー                      | ボブ・ライツィンガー                    |
| 1990 | ジェフ・ブラバム                | 日産・GTP ZX-T                        | トマス・ロペス・ロシャ                | ドーシー・シュレーダー                  | ドーシー・シュレーダー                  | ランス・スチュワート                    |
| 1991 | ジェフ・ブラバム                | 日産・NPT-91                          | パーカー・ジョンストン                | ピート・ハルスマー                      | ピート・ハルスマー                      | ジョン・ファーガス                      |
| 1992 | GTP                             | GTP                                   | Lights                                | GTS                                     | GTO                                     | GTU                                     |
| 1992 | ファン・マヌエル・ファンジオ2世 | トヨタ・イーグルMkⅢ                   | パーカー・ジョンストン                | スティーブ・ミレン                      | アーヴ・ヘア                            | デビッドローリング                      |
| 1993 | ファン・マヌエル・ファンジオ2世 | トヨタ・イーグルMkⅢ                   | パーカー・ジョンストン                | トミー・ケンドール                      | チャールズ・モーガン                    | ブッチ・ライツィンガー                  |
| 1994 | WSC                             | WSC                                   | WSC                                   | GTS                                     | GTO                                     | GTU                                     |
| 1994 | ウェイン・テイラー              | クッズ-マツダ                         | クッズ-マツダ                         | スティーブ・ミレン                      | ジョー・ペザ                            | ジム・ペース                            |
| 1995 | WSC                             | WSC                                   | WSC                                   | GTS-1                                   | GTS-2                                   | GTS-2                                   |
| 1995 | フェルミン・ベレス              | フェラーリ・333SP                     | フェラーリ・333SP                     | アーヴ・ヘア                            | ホルヘ・トレホス                        | ホルヘ・トレホス                        |
| 1996 | ウェイン・テイラー              | ライリーアンドスコット-オールズモビル | ライリーアンドスコット-オールズモビル | アーヴ・ヘア                            | ラリー・シューマッハ                    | ラリー・シューマッハ                    |
| 1997 | WSC                             | WSC                                   | WSC                                   | GTS-1                                   | GTS-2                                   | GTS-3                                   |
| 1997 | ブッチ・ライツィンガー          | ライリーアンドスコット-フォード       | ライリーアンドスコット-フォード       | アンディ・ピルグリム                    | ラリー・シューマッハ                    | ビル・オーバーレン                      |
| 1998 | WSC                             | WSC                                   | WSC                                   | GT1                                     | GT2                                     | GT3                                     |
| 1998 | ブッチ・ライツィンガー          | ライリーアンドスコット-フォード       | ライリーアンドスコット-フォード       | アンディ・ウォレス デビッド・ブラバム   | ラリー・シューマッハ                    | マーク・シモ                            |

## 参照ページ
- プロトタイプ：IMSAGTPシリーズの歴史